# Agmina tridactyla
Agmina tridactyla là một loài Trichoptera trong họ Ecnomidae. Chúng phân bố ở miền Australasia.